# Porter Goss
Porter J. Goss (ur. 26 listopada 1938 w Waterbury) – amerykański polityk, długoletni pracownik wywiadu, były dyrektor Centrali Wywiadu (Director of Central Intelligence) od 26 września 2004 do 5 maja 2006, następca krótko sprawującego to stanowisko Johna McLaughlina, byłego zastępcy George’a Teneta.
Wykształcenie zdobył uzyskał w szkole wyższej Hotchkiss oraz na Uniwersytecie Yale. Włada biegle czterema językami.
Pracę w Centralnej Agencji Wywiadowczej rozpoczął zaraz po ukończeniu uniwersytetu, w 1960. W latach 1960–1962 Goss pracował także w wywiadzie wojskowym (Army Intelligence). Od 1960 do 1971 pracował w Dyrektoracie Operacyjnym, przebywał na placówkach CIA, m.in. w Ameryce Południowej, na Karaibach oraz w Europie, był także na placówce w Meksyku (jak sam powiedział; data jego pobytu jest utajniona). Goss ujawnił, że przez dłuższy czas zajmował się werbowaniem agentów w Miami. Mówi się też, że werbował kubańskich uchodźców, którzy dokonali inwazji na Kubę, w Zatoce Świń w 1961. Goss odszedł z CIA w 1972 z powodu problemów ze zdrowiem – podczas pobytu w Londynie miał kłopoty z sercem.
Przez następne lata zajmował się interesami i utworzył z dwoma byłymi pracownikami CIA lokalną gazetę, zrobił także bardzo duże pieniądze na handlu nieruchomościami. Następne lata poświęcił karierze politycznej, był m.in. członkiem rady miasta Sanibel w stanie Floryda, a później burmistrzem.
W 1997 został wybrany przewodniczącym komitetu wywiadowczego oraz wiceprzewodniczącym komitetu regulaminowego w Izbie Reprezentantów Stanów Zjednoczonych. W 2001 Goss wraz z innymi politykami, m.in. senatorami Bobem Grahamem i Jonem Kylem, odwiedził Islamabad. Spotkał się tam z prezydentem Pakistanu, Pervezem Musharrafem, i wysokimi przedstawicielami pakistańskiego wywiadu, m.in. z samym szefem pakistańskiego wywiadu wojskowego ISI, generałem Mahmoudem Ahmadem oraz afgańskim ambasadorem w Pakistanie, Abdulem Salamem Zaeefem. Głównym tematem rozmów było wspieranie terroryzmu przez reżim talibów oraz połączenie pakistańskiego wywiadu z talibami i siatkami terrorystycznymi w Afganistaie. 24 września 2004 Porter Goss objął funkcję dyrektora Wywiadu Centralnego; ustąpił ze stanowiska 21 kwietnia 2005.
Ma żonę Mariel, czworo dzieci oraz jedenaścioro wnucząt (2004).